# Stasiuczyce
Stasiuczyce (biał. Стасюцічы, Stasiuciczy; ros. Стасютичи, Stasiuticzi) – wieś na Białorusi, w obwodzie grodzieńskim, w rejonie świsłockim, w sielsowiecie Porozów.
Wieś położona jest przy Parku Narodowym „Puszcza Białowieska”.

## Historia
W XIX i w początkach XX w. położone były w Rosji, w guberni grodzieńskiej, w powiecie wołkowyskim, w gminie Bojary.
W dwudziestoleciu międzywojennym leżały w Polsce, w województwie białostockim, w powiecie wołkowyskim, w gminie Porozów. W 1921 miejscowość liczyła 32 mieszkańców, zamieszkałych w 17 budynkach, w tym 26 Polaków i 6 Białorusinów. 25 mieszkańców było wyznania rzymskokatolickiego i 7 prawosławnego.
Po II wojnie światowej w granicach Związku Sowieckiego. Od 1991 w niepodległej Białorusi.